# The Sound

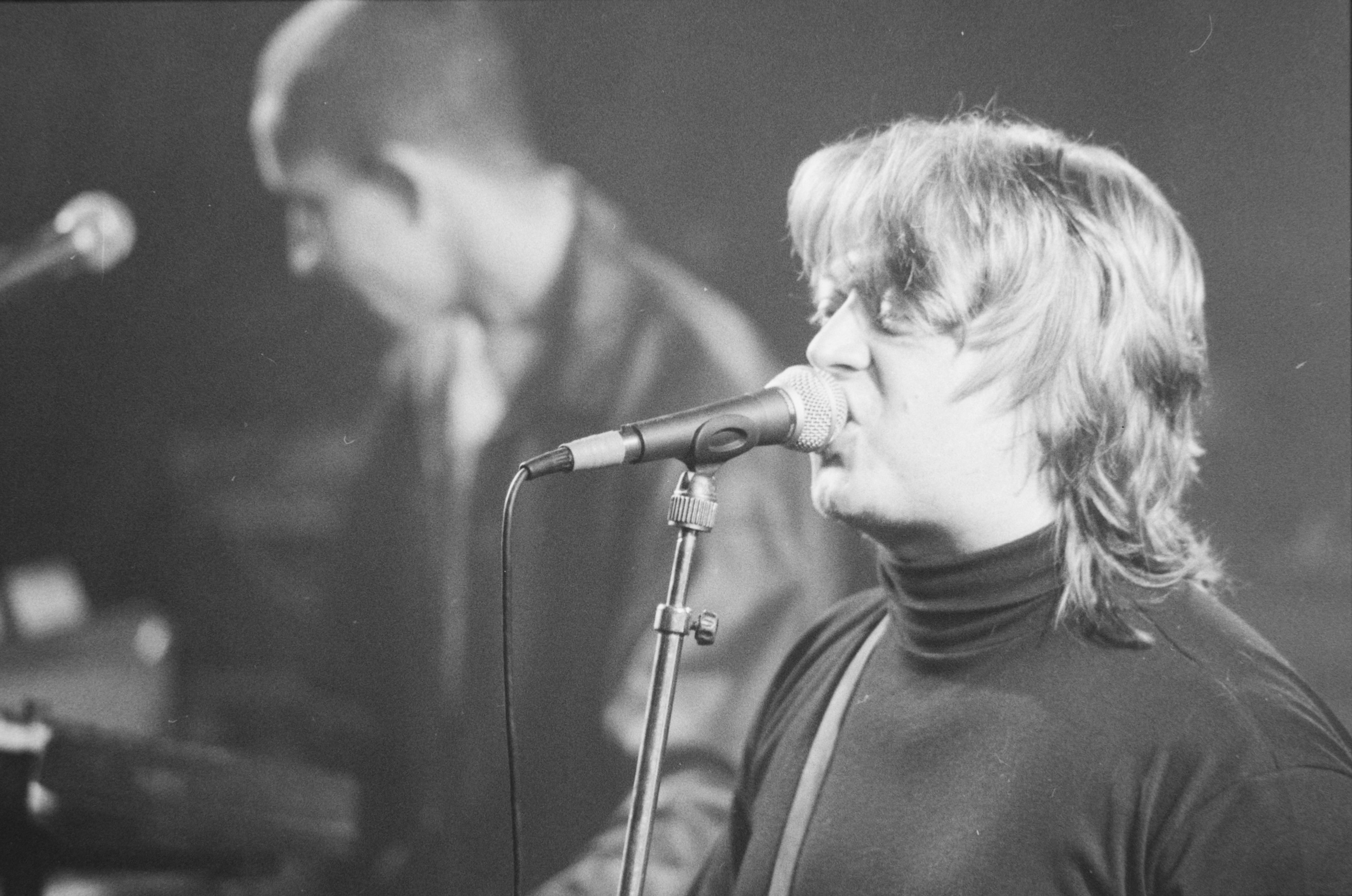
Adrian Borland & The Sound (Patronaat, 1987)

The Sound was een Britse new wave- en postpunkband die in 1979 werd opgericht door Adrian Borland in Zuid-Londen. De band bestond tot 1987. Zanger en medesongwriter Adrian Borland koos op 26 april 1999 voor zelfdoding.
Hoewel de band nooit commercieel succes heeft behaald, wordt ze al lang geprezen door critici en luisteraars van alternatieve radiostations zoals Pinguin Radio. In 2024 werd Winning op  nummer 1 gestemd in de Snob 2000 van de website Ondergewaardeerde Liedjes.

## Discografie

### Albums
- Jeopardy (1980)
- From the Lions Mouth (1981)
- All Fall Down (1982)
- Heads and Hearts (1985)
- In the Hothouse (1985, Live)
- Thunder Up (1987)

### Singles en ep's
- Physical World (1979)
- Live Instinct (1980)
- Heyday (1980)
- Sense of Purpose (1981)
- Party of the Mind (1982)
- Hothouse (1982)
- One Thousand Reasons (1984)
- Counting The Days (1984)
- Shock of Daylight (1984 - ep)
- Under You (1985)
- Temperature Drop (1985)
- Iron Years (1987)
- Hand of Love (1987)

### Compilaties
- Counting the Days (1996)
- Propaganda (1999)
- The BBC Recordings (2004)
- The Dutch Radio Recordings (2006) (opnames van concerten in Paradiso (1981), No Nukes (1982), Stokvishal (1983), Parkpop (1984) en de Vrije Vloer (1985)